# Wilson Ezquerra
Wilson Ezquerra Martinotti (* 14. Mai 1958 in Tacuarembó) ist ein uruguayischer Politiker, Hochschullehrer, Fußballfunktionär und Unternehmer.

## Privates
Ezquerra wurde in der norduruguayischen Stadt Tacuarembó als Sohn Ernesto Ezquerras und Celeste Martinottis geboren. Er ist mit Lucía López verheiratet und Vater der drei Kinder Soledad, Victoria und Pío Santiago, sowie eines verstorbenen vierten Kindes.

## Ausbildung
Der Weg seiner schulischen Bildung führte nach einjährigem Aufenthalt an einer öffentlichen Schule über das Colegio Católico Siervas de Jesús Sacramentado, das Colegio San Javier de la congregación Jesuita zum Liceo Nr. 1 Departamental de Tacuarembó "Ildefonso Pablo Estevez". In den letzten beiden Schuljahren der Sekundarstufe absolvierte er parallel eine Ausbildung in Mechanik und Elektrizität an der Universidad del Trabajo del Uruguay, UTU, die er mit einem Post-Grado-Titel in Mechanik abschloss. Beruflich war er sodann in der UTE unter anderem im Wasserkraftwerk Palmar tätig.

## Politische Laufbahn
Bereits im Alter zwischen 14 und 15 Jahren unternahm er seine ersten Schritte auf politischem Terrain für das Movimiento Nacional de Rocha in seiner Geburtsstadt. Später war der der Partido Nacional angehörige Ezquerra in den Jahren 1995 bis 1999 Generalsekretär in der Intendencia Municipal von Tacuarembó unter Intendente Eber Da Rosa Vázquez. Zudem wurde er als Edil in die Junta Departamental gewählt und hatte dort den Vorsitz inne. Ebenfalls übernahm er zeitweilig die Präsidentschaft des Congreso Nacional de Ediles. Nachdem er bereits übergangsweise vom 31. Juli 2004 bis 7. Februar 2005 den Amtsvorgänger Eber Da Rosa Vázquez ersetzt hatte, war er seit dem 7. Juli 2005 bis 2009 Intendente des Departamento Tacuarembó, nachdem er aus den vorangegangenen Kommunalwahlen vom 8. Mai 2005 als Sieger hervorging. Bei den Kommunalwahlen vom 9. Mai 2010 wurde er in seinem Amt für eine zweite Amtszeit bestätigt.

## Weiteres
Vormals war Ezquerra auch als Manager des von ihm gegründeten Tacuarembó Fútbol Club tätig und hatte eine Funktion in der Asociación de Fútbol de Tacuarembó, dem departamentalen Fußballverband, inne.